# Cercapou

Le Cercapou est une œuvre littéraire de thématique religieuse est attribuée à Francesc Eiximenis (v. 1330-1409). Sa rédaction en Catalan date du XIVe siècle ou du XVe siècle.

## Édition
Cette œuvre est transcrite et publiée par le spécialiste Italien Giuseppe Edoardo Sansone entre 1957 et 1958.

## Détermination de l'auteur
L'érudit suisse Curt Wittlin détermina que ce livre ne fut pas écrit directement par Eiximenis, mais il l'utilisa comme source. Selon Wittlin, l'auteur anonyme du Cercapou copia plus ou moins littéralement des pièces de la part finale du Llibre de les dones d'Eiximenis dans la section finale du livre. La part qui n'était pas une copie d'Eiximenis, serait une copie de l'anonyme Espill de consciència (Miroir de conscience). 